# نيك هاندلي
نيك هاندلي (بالإنجليزية: Nick Hundley)‏ هو لاعب كرة قاعدة أمريكي، ولد في 8 سبتمبر 1983 في كورفاليس في الولايات المتحدة.

## وصلات خارجية
- نيك هاندلي على موقع دوري كرة القاعدة الرئيسي (الإنجليزية)
- نيك هاندلي على موقعبيزبول رفرنس.كوم (الدوري الرئيسي) (الإنجليزية)
- نيك هاندلي على موقعبيزبول رفرنس.كوم (الدوري الثانوي) (الإنجليزية)
- نيك هاندلي على موقع إي إس بي إن.كوم (أم.أل.بي) (الإنجليزية)
- نيك هاندلي على موقع مشجعي الرسوم البيانية (الإنجليزية)